# 李显甫
李显甫（？—？），赵郡柏人县（今河北省邢台市隆尧县）人，出自赵郡李氏东祖，北魏官员。

## 生平
李显甫豪迈好义为世所知，将赵郡李氏族人数千家人集合到于殷州西山，开辟李鱼川方圆五六十里以居住，李显甫为族众的宗主。李显甫后为本州别驾，转任步兵校尉，跟从皇帝南征，以功劳获得封爵平棘子，代理并州刺史，不久被出任河北郡太守。李显甫死后，朝廷赠予显武将军、安州刺史，谥号威或安。

## 家庭

### 祖父
- 李灵，北魏平南将军、洛州刺史、钜鹿简公

### 父亲
- 李恢，北魏散骑常侍、安西将军、长安镇副将、钜鹿贞公

### 兄弟姐妹
- 李悦祖，北魏高邑伯
- 李华，北魏辅国将军、中山郡太守、栾城子
- 李彦甫
- 李凭，北魏赵郡太守

### 子女
- 李元忠，北齐骠骑大将军、仪同三司、卫尉卿、晋阳敬惠伯